# ريك راي (مخرج)
ريك راي (بالإنجليزية: Rick Ray)‏ هو كاتب سيناريو ومخرج أمريكي، (و. م).

## وصلات خارجية
- ريك راي على موقع IMDb (الإنجليزية)
- ريك راي على موقع ألو سيني (الفرنسية)
- ريك راي على موقع أول موفي (الإنجليزية)
- ريك راي على موقع قاعدة بيانات الفيلم (الإنجليزية)
- ريك راي على موقع كينوبويسك (الروسية)